# Misano Adriatico
Misano Adriatico – miejscowość i gmina we Włoszech, w regionie Emilia-Romania, w prowincji Rimini.
Według danych na styczeń roku 2012 gminę zamieszkiwało 12 598 osób a gęstość zaludnienia wynosiła 563,4 os./km².
W miejscowości jest przystanek kolejowy Misano Adriatico.